# International Sport and Leisure
Pour les articles homonymes, voir ISL.
International Sport and Leisure (ISL) est une société de marketing sportif, basée en Suisse, proche de la Fédération internationale de football association et du Comité international olympique, déclarée en faillite en 2001.

## Présentation
ISL a été fondée en 1982 par l'ancien patron d'Adidas Horst Dassler. ISL était associée à la FIFA, au CIO et à l'Association internationale des fédérations d'athlétisme (IAAF).
L'entreprise a été mise en faillite en 2001 avec des dettes de 153 millions de livres.
En 2008, à la suite d'une enquête de quatre ans par les procureurs du canton de Zoug, six anciens dirigeants d'ISL, y compris l'ancien président-directeur général Jean-Marie Weber, ont été accusés d'une série d'accusations, dont la fraude, le détournement de fonds et la falsification de documents.
Le CIO a mis en place en 2010 une commission d'éthique indépendante qui a mené durant près d'un an une enquête sur trois membres soupçonnés d'avoir perçu des pots-de-vin. Le rapport a été remis en décembre 2011. Avant la publication officielle du rapport, João Havelange a préféré démissionner en tant que membre du CIO.
Des documents de la Cour publiés en 2012 montrent que les deux dirigeants de la FIFA, l'ancien président João Havelange et son gendre Ricardo Teixeira, ont reçu 41 millions de francs suisses (27 millions de livres) de pots-de-vin de la part d'ISL entre 1992 et 2000. Sur cette somme, seuls 3 millions de francs suisses ont été remboursés.

### Sources et bibliographie
- (en) Cet article est partiellement ou en totalité issu de l’article de Wikipédia en anglais intitulé « International Sport and Leisure » (voir la liste des auteurs).

Articles :
- (en) David Bond, « The £66m 'bribe' shadow hanging over Fifa », The Daily Telegraph,‎ 13 mars 2008 (lire en ligne)
- (en) David Bond (BBC sports editor), « Fifa president Sepp Blatter set for U-turn over bribes investigation », BBC News Online,‎ 18 octobre 2011 (lire en ligne)
- « Soupçonné de corruption, Havelange démissionne du CIO », Le Monde,‎ 5 décembre 2011 (lire en ligne)
- (en) David Conn, « Former Fifa president João Havelange 'received millions in bribes' », The Guardian,‎ 11 juillet 2012 (lire en ligne)
- Éric Champel, « L'affaire ISL », France Football,‎ 12 mars 2013

Ouvrages :
- (en) David Yallop, How They Stole the Game, Poetic Publishing, avril 1999, 1re éd., 320 p. (ISBN 978-0-9535710-0-0)